# 范永
范永（1922年9月—2020年），吉林省农安县人，解放战争时期为齐齐哈尔铁路局昂昂溪机务段司机长，东北解放战争特等功臣。第一届全国人大代表。

## 生平
1945年11月东北人民自治军西满护路军司令员郭维城乘装甲列车从齐齐哈尔去北安取枪支，由4辆装甲车、5辆空棚车和1辆行李车组成列车，范永驾驶机车，归途在泰东经受大量土匪突袭战斗。凯旋回到齐齐哈尔一周内，昂昂溪铁路分局局长接连颁布三道人事令：任命范永为司机、司机长、指导司机。1947年4月参加中国共产党。
1948年9月28日6时15分，昂昂溪机务段人事股长穆成斌，司机长范永、司机赵同济、徐成忠，司炉王玉阁、周宪斌、马清海、李财、于金龙、段贵荣，昂昂溪检车段检车员姬亚卿、佟德林，昂昂溪车务段运转车长邹天余等16人组成的3005次列车包乘组；成立了临时列车党支部，由穆成斌担任党支部书记；驾驶3005次列车从昂昂溪站出发。列车共32节车厢，运载1700吨军火，其中有8车是炸药、22车是榴弹炮弹和火箭炮弹。于10月2日凌晨5时，3005次列车安全地开进了西阜新站西阜新煤矿专用线。4天4夜运行853公里。1948年11月，齐齐哈尔铁路局召开立功授奖大会，东北行政委员会给3005次列车包乘组全体人员立集体特等功；东北野战军赠给包乘组一面锦旗“赠给：三〇〇五英雄列车”。1949年5月1日，东北人民政府铁道部在哈尔滨召开“东北铁路第一届职工代表劳模大会”，并成立成立东北铁路总工会；范永成为大会上最突出的英雄模范，被评为特等英雄。
1951年4月12日夜，任“铁牛”75号机车指导员兼司机，入朝参战。1951年6月受命在平壤铁路分局（局长李荫芝）驻地办机车乘务员食堂，任指导员兼管理员。1951年9月任西平壤机务段段长。升任平壤铁路分局机务科科长兼救援大队长。1951年作为两名铁路工人代表，入选20人组成的志愿军国庆观礼代表团赴京。1952年3月升任平壤铁路分局副局长、出席中国人民志愿军铁路军管总局（局长黄铎，政委刘居英）召开的首届抗美援朝功臣模范代表大会。获得“朝鲜一级国旗勋章”“二级战士荣誉勋章”、两次大功、“一等功臣”、“二级模范”称号。1952年8月作为抗美援朝铁路青年唯一代表，出席罗马尼亚布加勒斯特举行的“第四届世界青年联欢节”。1954年当选长春直辖市第一届全国人大代表。
后任东北总工会副主席、全国总工会执委、大连铁路分局工会副主席、1982年1月任大连铁路分局工会第二主席。离休后住大连市中山区昆明街道。